# Califorctenus cacachilensis
Genre
Espèce
Califorctenus cacachilensis, unique représentant du genre Califorctenus, est une espèce d'araignées aranéomorphes de la famille des Ctenidae.

## Distribution
Cette espèce est endémique de Basse-Californie du Sud au Mexique,.

## Étymologie
Son nom d'espèce, composé de cacachil[as] et du suffixe latin -ensis, « qui vit dans, qui habite », lui a été donné en référence au lieu de sa découverte, la Sierra de las Cacachilas.

## Publication originale
- Jiménez, Berrian, Polotow & Palacios-Cardiel, 2017 : Description of Califorctenus (Cteninae, Ctenidae, Araneae), a new spider genus from Mexico. Zootaxa, no 4238(1), p. 97-108.